# Sic semper tyrannis

Escudo de Virginia (Estados Unidos) con la frase.

Sic semper tyrannis (en latín: Así siempre con los tiranos) es una frase atribuida a Marco Junio Bruto, que según la historia se la dijo a Julio César en el momento de su asesinato. Esta frase, sin embargo, es muy probablemente una invención dramática posterior y no una frase realmente proferida por Marco Junio Bruto. 
La frase también ha tenido un papel notable en la historia de los Estados Unidos, donde en 1776, a la sugerencia de George Mason, se declaró el lema oficial de la Mancomunidad de Virginia. En el escudo de ese mismo estado se ve la frase, junto con una alegoría de la virtud que triunfa sobre la tiranía.
Desde entonces, la frase ha sido usada en los Estados Unidos de una manera rebelde para acusar a los gobernantes de tiranía. En 1865, según los testigos, John Wilkes Booth gritó la frase después de disparar al presidente estadounidense Abraham Lincoln, que pocas horas después falleció. El 19 de abril de 1995, el terrorista estadounidense Timothy McVeigh, el responsable del atentado de Oklahoma City, al ser detenido por las autoridades llevaba una camiseta con el rostro de Lincoln que incluía la frase.
En Ecuador, el escritor Juan Montalvo empleó el concepto al referirse al asesinato del presidente Gabriel García Moreno, muerto a tiros y machetazos por un grupo de jóvenes liberales en la columnata del Palacio de Carondelet en Quito, el 6 de agosto de 1875.